# Brandon (Warwickshire)
Brandon – wieś w Anglii, w hrabstwie Warwickshire, w dystrykcie Rugby. Leży 18 km na północny wschód od miasta Warwick i 131 km na północny zachód od Londynu.